# Kajakarstwo na Letnich Igrzyskach Olimpijskich 2012 – K-2 1000 m mężczyzn
K-2 1000 metrów mężczyzn to jedna z konkurencji w kajakarstwie klasycznym rozgrywanych podczas Letnich Igrzysk Olimpijskich 2012. Kajakarze rywalizowali między 6 a 8 sierpnia na torze Dorney Lake.

## Rekordy
|                   | Reprezentacja | Czas     | Data            | Miejsce |
| ----------------- | ------------- | -------- | --------------- | ------- |
| Rekord świata     | Niemcy        | 3:07.095 | 17 czerwca 2011 | Belgrad |
| Rekord olimpijski | Włochy        | 3:09.190 | 30 lipca 1996   | Atlanta |

## Terminarz
| Data            | Godzina |            |
| --------------- | ------- | ---------- |
| 6 sierpnia 2012 | 10:18   | Eliminacje |
| 6 sierpnia 2012 | 11:30   | Półfinały  |
| 8 sierpnia 2012 | 10:16   | Finały     |

## Wyniki

### Eliminacje
Najszybsza załoga awansuje bezpośrednio do finału A. Pozostałe osady awansują do półfinałów.
Wyniki:
Bieg 1
| Pozycja | Tor | Zawodnicy                               | Państwo    | Czas     | Uwagi |
| ------- | --- | --------------------------------------- | ---------- | -------- | ----- |
| 1       | 6   | Martin Hollstein Andreas Ihle           | Niemcy     | 3:15.263 | Q     |
| 2       | 3   | Dave Smith Ken Wallace                  | Australia  | 3:19.073 |       |
| 3       | 5   | Peter Gelle Erik Vlček                  | Słowacja   | 3:19.571 |       |
| 4       | 4   | Olivier Cauwenbergh Laurens Pannecoucke | Belgia     | 3:24.304 |       |
| 5       | 2   | Aleksiej Diergunow Jewgienij Aleksiejew | Kazachstan | 3:32.176 |       |
| 6       | 7   | Ryan Cochrane Hugues Fournel            | Kanada     | 3:55.748 |       |

Bieg 2
| Pozycja | Tor | Zawodnicy                         | Państwo       | Czas     | Uwagi |
| ------- | --- | --------------------------------- | ------------- | -------- | ----- |
| 1       | 6   | Rudolf Dombi Roland Kökény        | Węgry         | 3:11.393 | Q     |
| 2       | 2   | Fernando Pimenta Emanuel Silva    | Portugalia    | 3:13.710 |       |
| 3       | 5   | Markus Oscarsson Henrik Nilsson   | Szwecja       | 3:16.590 |       |
| 4       | 3   | Darryl Fitzgerald Steven Ferguson | Nowa Zelandia | 3:16.608 |       |
| 5       | 7   | Kim Wraae Knudsen Emil Staer      | Dania         | 3:17.020 |       |
| 6       | 4   | Ilja Miedwiediew Anton Riachow    | Rosja         | 3:21.086 |       |

### Półfinały
Trzy najszybsze załogi z każdego półfinału awansują do finału A. Pozostali awansują do finału B.
Wyniki:
Półfinał 1
| Pozycja | Tor | Zawodnicy                               | Państwo       | Czas     | Uwagi |
| ------- | --- | --------------------------------------- | ------------- | -------- | ----- |
| 1       | 4   | Markus Oscarsson Henrik Nilsson         | Szwecja       | 3:13.125 | Q     |
| 2       | 5   | Dave Smith Ken Wallace                  | Australia     | 3:13.239 | Q     |
| 3       | 6   | Darryl Fitzgerald Steven Ferguson       | Nowa Zelandia | 3:15.307 | Q     |
| 4       | 3   | Aleksiej Diergunow Jewgienij Aleksiejew | Kazachstan    | 3:17.788 |       |
| 5       | 7   | Ryan Cochrane Hugues Fournel            | Kanada        | 3:29.819 |       |

Półfinał 2
| Pozycja | Tor | Zawodnicy                               | Państwo    | Czas     | Uwagi |
| ------- | --- | --------------------------------------- | ---------- | -------- | ----- |
| 1       | 4   | Peter Gelle Erik Vlček                  | Słowacja   | 3:12.690 | Q     |
| 2       | 7   | Ilja Miedwiediew Anton Riachow          | Rosja      | 3:12.901 | Q     |
| 3       | 5   | Fernando Pimenta Emanuel Silva          | Portugalia | 3:14.017 | Q     |
| 4       | 3   | Kim Wraae Knudsen Emil Staer            | Dania      | 3:15.580 |       |
| 5       | 6   | Olivier Cauwenbergh Laurens Pannecoucke | Belgia     | 3:15.655 |       |

### Finały
Wyniki:

#### Finał B
| Pozycja | Tor | Zawodnicy                               | Państwo    | Czas     |
| ------- | --- | --------------------------------------- | ---------- | -------- |
| 1       | 4   | Kim Wraae Knudsen Emil Staer            | Dania      | 3:12.820 |
| 2       | 6   | Olivier Cauwenbergh Laurens Pannecoucke | Belgia     | 3:13.298 |
| 3       | 5   | Aleksiej Diergunow Jewgienij Aleksiejew | Kazachstan | 3:14.867 |
| 4       | 3   | Ryan Cochrane Hugues Fournel            | Kanada     | 3:18.550 |

#### Finał A
| Pozycja | Tor | Zawodnicy                         | Państwo       | Czas     |
| ------- | --- | --------------------------------- | ------------- | -------- |
| złoto   | 4   | Rudolf Dombi Roland Kökény        | Węgry         | 3:09.646 |
| srebro  | 8   | Fernando Pimenta Emanuel Silva    | Portugalia    | 3:09.699 |
| brąz    | 5   | Martin Hollstein Andreas Ihle     | Niemcy        | 3:10.117 |
| 4       | 7   | Dave Smith Ken Wallace            | Australia     | 3:11.456 |
| 5       | 3   | Markus Oscarsson Henrik Nilsson   | Szwecja       | 3:11.803 |
| 6       | 2   | Ilja Miedwiediew Anton Riachow    | Rosja         | 3:12.047 |
| 7       | 1   | Darryl Fitzgerald Steven Ferguson | Nowa Zelandia | 3:12.117 |
| 8       | 6   | Peter Gelle Erik Vlček            | Słowacja      | 3:12.519 |